# Арґен (острів)
Арґен (араб. أرغين Arghīn; порт. Arguim; фр. Arguin) — острів біля узбережжя Мавританії.
Розташований за 80 км на південний від півострова Рас-Нуадібу (колишній Білий мис, Cabo Blanco/Cap Blanc) в маленькій укритій затоці Арґен. Площа острова складає 12 км² при розмірах 6х2 км. Станом на сьогодні є частиною Національного парку Банк-д'Арґе́н (Parc National du Banc d'Arguin). Оточений небезпечними прибережними рифами.
Острів є центром виробництва гуміарабіка, а Арґенська банка навколо острова є важливим районом рибного промислу і вилову черепах.

## Історія
Острів часто міняв власників в колоніальні часи. Першим європейцем, який відвідав острів, був португальський дослідник Нуну Тріштан. У 1443 р. він захопив на острові півтора десятка беззбройних місцевих рибалок з берберського племені санхаджа, яких доправив в Португалію в якості рабів. Чутки про те, що на островах в Арґенській затоці можна легко і безпечно захопити велику кількість рабів призвели до того, що в 1444—1445 роках в цей район було спрямовано з Лагушу декілька флотилій, що складались з десятків суден мисливців за рабами, які в загальному підсумку полонили більше двох сотен тубільців. У 1445 р., за наказом португальського принца Енріке Мореплавеця на острові засновано торговельну факторію, яка придбавала для Португалії золото, гуміарабік та рабів, а в 1461 р. закінчено будівництво форту. До 1455 р. з Арґена до Португалії щороку відправлялося біля 800 рабів.

У 1633 р. під час Голландсько-португальської війни Нідерланди захопили контроль над Арґеном. Він залишався під владою Нідерландів до 1678 р., з короткою перервою на англійське правління у 1665 р. Франція захопила острів у вересні 1678 р., але згодом він був покинутий і залишався безлюдним до 1685 р. Безводність Арґену та відсутність якісних якірних стоянок заважали організації довгострокового європейського поселення.

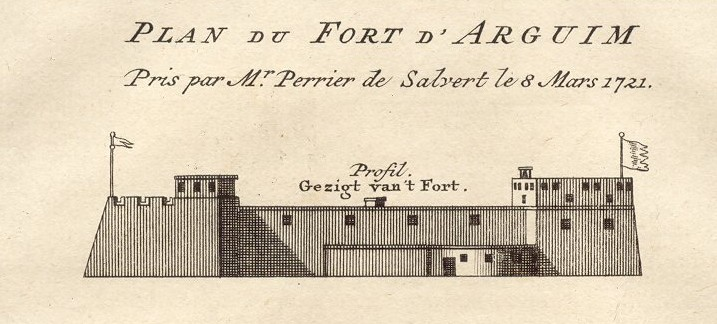

У 1685 році бранденбурзький капітан Корнелій Рірс з фрегата «Ротер Льове» (Rother Löwe) зайняв старий португальський форт на острові. Він успішно уклав договір з трарзьким еміром Амаром I, в якому Бранденбург був визнаний у якості покровителя і захисника. Договір був ратифікований в 1687 р. і поновлений в 1698 р. Арґен залишався колонією Бранденбургу протягом 23 років.
В 1721 році французи успішно штурмували форт і взяли острів під свій контроль. Наступного року голландці захопили у французів і форт і острів, лише щоб у 1724 р. знову втратити його на користь французів. Цей період французького панування тривав чотири роки; у 1728 році острів повернувся під контроль тубільців [5]. Острів був включений до території французької колонії Мавританія, і він залишився під владою Мавританії, коли ця країна здобула незалежність в 1960 році [2].
У липні 1816 року французький фрегат «Медуза», який перевозив французькі війська в Сенегал з метою його подальшого захоплення, зазнав аварії поблизу Арґену, загинуло 350 осіб.
У 1960 році увійшов до складу щойно утвореної держави Мавританія.